# Tachina brevicornis
Tachina brevicornis là một loài ruồi trong họ Tachinidae.